# 浅野素女
浅野 素女（あさの もとめ、1960年 - ）は、フリージャーナリスト、エッセイスト、指圧施療師。
千葉県生まれ。桜蔭中学校・高等学校卒。大学時代1年間のフランス留学後、上智大学外国語学部フランス語科卒業。在学中から、フランス国営放送のドキュメンタリー制作にスタッフとして参加。フランスの家族のあり方に造詣が深い。フランス在住。フランス人の夫、二人の息子がある。
40代のときにたまたま受けた指圧の効果に驚き、それを契機に自身もパリで東洋医学と指圧を学び指圧師の免状を取り、以後はそれまでの仕事とともに、指圧施療師としてパリ郊外で施療も行っている。

## 著書
- 『フランス家族事情 男と女と子どもの風景』岩波新書　1995
- 『パリ二十区の素顔』集英社新書　2000
- 『踊りませんか? 社交ダンスの世界』集英社新書　2004
- 『フランス父親事情』築地書館　2007
- 『同性婚、あなたは賛成?反対? フランスのメディアから考える』パド・ウィメンズ・オフィス 2014
- 『生きることの先に何かがある パリ・メニルモンタンのきらめきと闇』さくら舎 2014

### 共著
- 『世界古本探しの旅』 荻野アンナ,和田忠彦,池内紀,浅野素女,瀬戸川猛資,越川芳明,野谷文昭  朝日新聞社 1998.4
- 『カレ物語 エルメス・スカーフをとりまく人々』山本淑子共著 横井由利構成 婦人公論編集部編　中公文庫　2002
- 『いま、世界で女性たちは 9人の女性からのワールド・レポート アメリカ・イギリス・オーストラリア・カナダ・スウェーデン・ブラジル・フランス・マレーシア』岡村エリーザ恵美, 荻島早苗,カムラアツコ,関口祐加,土井ゆみ,本間久江,三輪妙子,柳沢由実子共著 パド・ウィメンズ・オフィス 2008

### 翻訳
- ジャン・フランソワ・マテイ『人工生殖のなかの子どもたち 生命倫理と生殖技術革命』築地書館　1995

## 論文
- Cinii